# Rogadinae

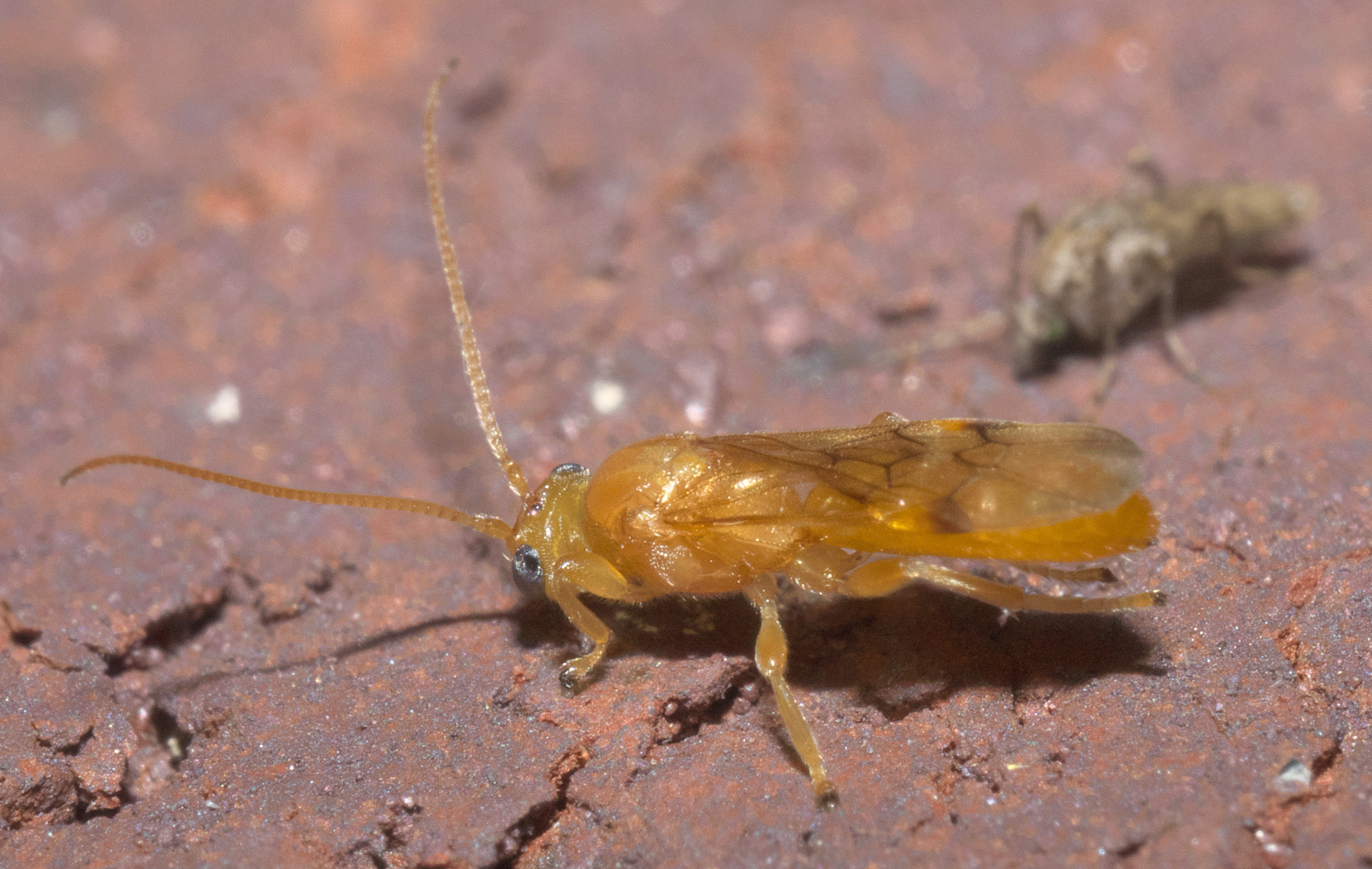
Yelicones delicatus

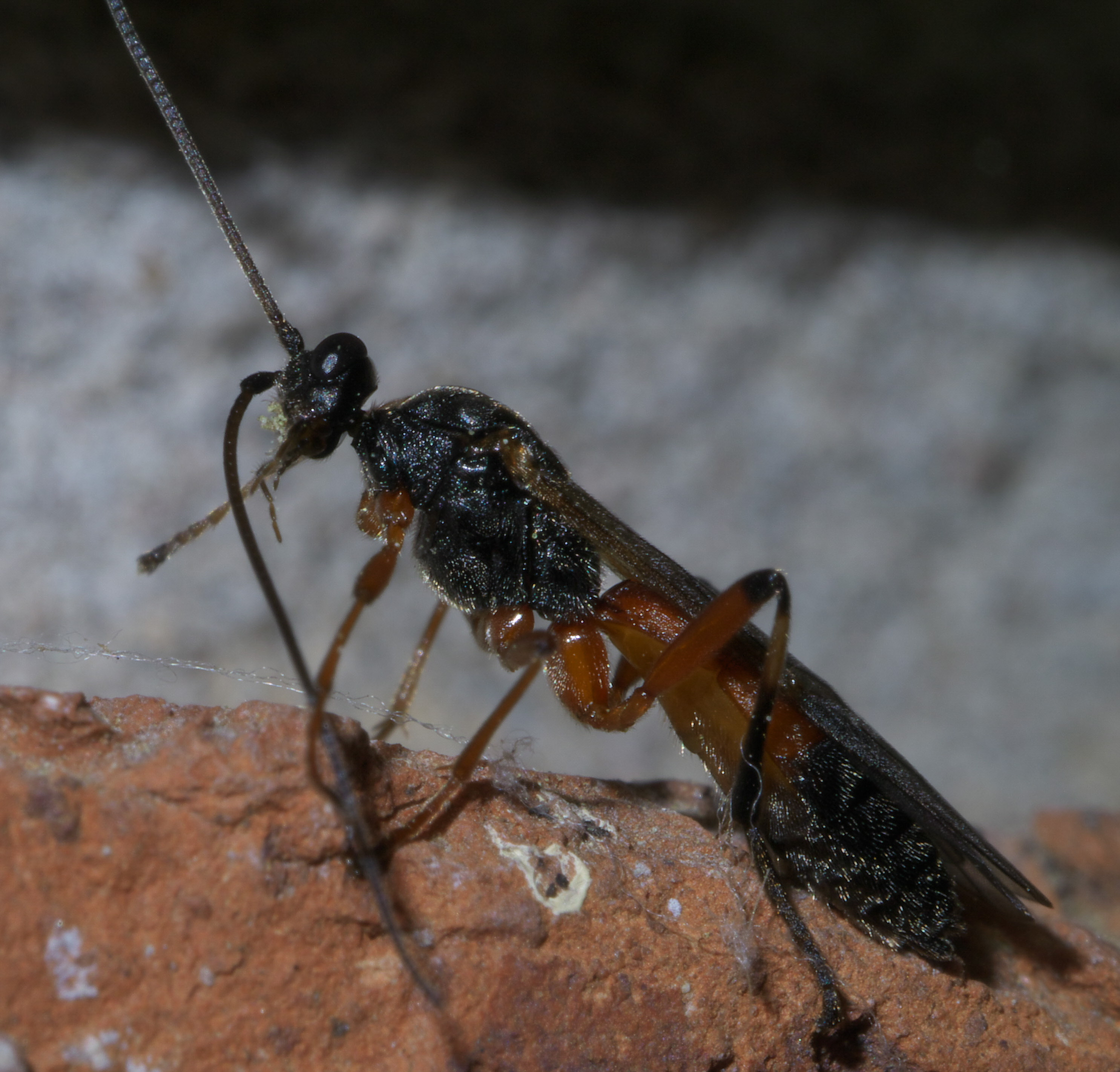
Aleiodes

Rogadinae es una subfamilia numerosa de avispas parasitoides de la familia Braconidae. Varias especies parasitan orugas que son consideradas plagas y por eso son controles biológicos valiosos.

## Descripción y distribución
Rogadinae son avispas pequeñas, generalmente de menos de 8mm. Son de distribución mundial. El género cosmopolita Aleiodes, el del Viejo Mundo Rogas y el del Nuevo Mundo Triraphis son los más comunes y con los números mayores de especies.

## Biología
Rogadinae son parasitoides coinobiontes de orugas de Lepidoptera. Las hembras depositan sus huevos dentro de la larva del huésped. El huésped continúa viviendo mientras la larva de la avispa se desarrolla en su interior y se alimenta de los tejidos interiores. La oruga termina convirtiéndose en una cáscara dura momificada. Son características de cada especie de parasitoide. Muchas Rogadinae son nocturnas como adultos.

## Algunos géneros
- Afrorogas Quicke, 2021
- Aleiodes Wesmael, 1838
- Amanirogas Quicke, 2021
- Aspidorogas van Achterberg, 1991 c g
- Bequartia Fahringer, 1936 c g
- Betylobracon Tobias, 1979 c g
- Bioalfa Sharkey, 2021
- Chelonorhogas Enderlein, 1912 g
- Choreborogas Whitfield, 1990 c g b
- Clinocentrus Haliday, 1833 c g
- Colastomion Baker, 1917 c g
- Conobregma van Achterberg, 1995 c g
- Cratodactyla Szépligeti, 1914 c g
- Cystomastacoides van Achterberg, 1997 c g
- Hermosomastax Quicke, 2021
- Heterogamus Wesmael, 1838 c g
- Iporhogas Granger, 1949 c g
- Korupia van Achterberg, 1991 c g
- Mesocentrus Szepligeti, 1900 c g
- Myocron van Achterberg, 1991 c g
- Myoporhogas Brues, 1926 c g
- Orthorhogas Granger, 1949 c g
- Papuarogas Quicke, 2021
- Petalodes Wesmael, 1838 c g
- Pilichremylus Belokobylskij, 1992 c g
- Planitorus van Achterberg, 1995 c g
- Polystenidea Viereck, 1911 c g b
- Promesocentrus van Achterberg, 1995 c g
- Rectivena van Achterberg, 1991 c g
- Rogas Nees von Esenbeck, 1818 c g b
- Spinaria Czerniavsky, 1878 c g
- Stiropius Cameron, 1911 c g b
- Tebennotoma Enderlein, 1912 c g
- Triraphis Ruthe, 1855 c g
- Xenolobus Cameron, 1911 c g
- Yelicones Cameron, 1887 c g b

Fuentes: i = ITIS, c = Catalogue of Life, g = GBIF, b = Bugguide.net